# 弗兰克·桑德斯
弗兰克·桑德斯（英語：Frank Sanders，1949年3月8日—2012年2月17日），美国男子冰球运动员，场上位置是后卫。他曾代表美国国家队参加1972年冬季奥林匹克运动会冰球比赛，获得一枚银牌。